# 도거랜드

기원전 10,000년경 도거랜드의 가설상의 지도.

도거랜드(영어: Doggerland)는 오늘날의 북해 자리에 있었던 땅이다. 브리튼섬과 유럽 대륙을 연결했다. 기원전 6500년-6200년경 해수면 상승으로 바다에 잠겼다. 지질학 연구 결과 오늘날의 브리튼섬 동안에서 네덜란드, 독일 서해안, 유틀란드에 이르는 지역이 한때 모두 육지였다. 중석기 시대의 도거랜드는 사람이 많이 사는 거주지역이었을 것으로 추측된다. 북해에서는 20세기 초엽부터 사슴, 맘모스, 사자 등 동물 시체와 원시인의 도구 및 무기류가 인양되어 왔다.

## 같이 보기
- 마글레모제 문화